# Tuna

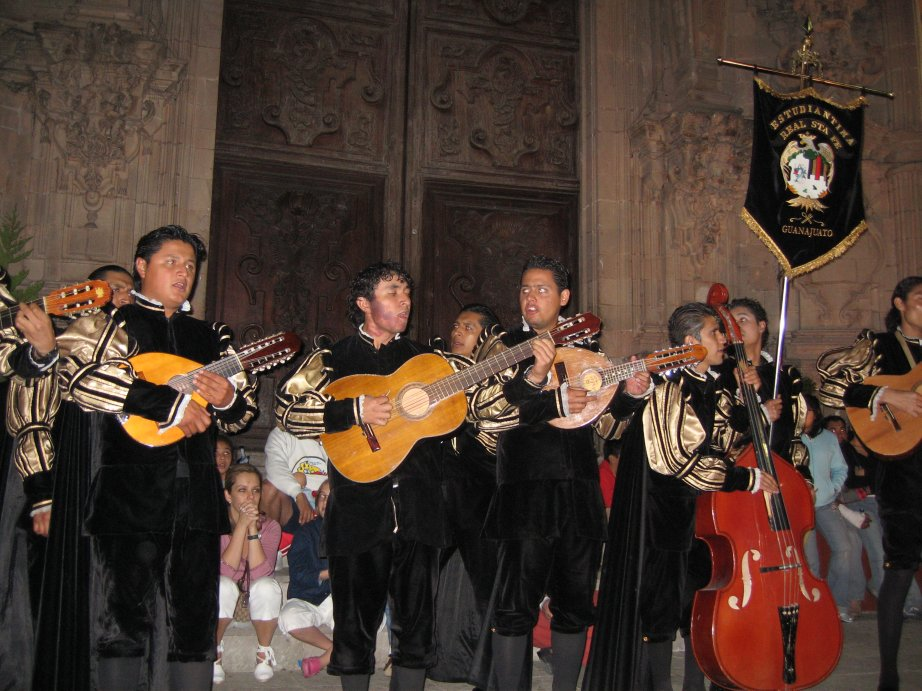
Eine Gruppe von Estudiantinas in Guanajuato, Mexiko

Tunas sind Vereinigungen von Studenten in Spanien und verschiedenen Ländern Lateinamerikas. In Portugal existiert der Begriff Tuna als Tuna Estudantil (auch Estudantina oder Tuna Académica) oder einfach als Tuna, der dann auch eine andere als Verein organisierte Musikkapelle bezeichnen kann.
Die Mitglieder der studentischen Tunas, die Tunos, tragen zu festlichen Anlässen traditionelle, weitgehend schwarze Kleidung und bringen, auf Gitarre und Bandola begleitet,
Lieder dar.

## Grundsätzliches

### Vorkommen
Tunas kommen vorwiegend an spanischen und portugiesischen Universitäten vor, aber auch in Teilen Südamerikas. Dort nennen sie sich teilweise auch Estudiantinas (span.) beziehungsweise Estudantinas (port.). Mittlerweile wird die Tradition auch vereinzelt in anderen Ländern gepflegt, so entstanden beispielsweise seit den Sechzigern in den Niederlanden Tunas nach iberischem Vorbild. Tunas sind in der Regel an eine bestimmte Fakultät der Universität gebunden, seltener auch an eine Universität als Ganzes.
Der Großteil der Tunas besteht nur aus männlichen Mitgliedern, seit dem Frauenstudium gibt es aber auch viele rein weibliche Tunas, die Tunas femeninas.

### Musik
Die Tunos begleiten ihren Gesang mit Gitarren und Bandurrias (eine Form der Bandola). In Portugal (z. B. die Azeituna aus Braga) wird statt der Bandurria üblicherweise eine Bandolim genannte Mandoline eingesetzt. Zur rhythmischen Begleitung wird ein Tamburin benutzt. Neben diesen für die Tunas typischen Instrumenten können auch weitere Instrumente zum Einsatz kommen.

## Geschichte
Die Tunas blicken auf eine Geschichte zurück, die bis in das 8. Jahrhundert zurückreicht. Selbst Alfons X. von Kastilien erwähnte bereits Tunas und bezeichnete sie als „Gaukler“.
Ursprünglich erbaten sich die Studenten, die wegen ihrer Armut kaum ihren Lebensunterhalt bestreiten konnten, in den Gaststätten Essen und ein wenig Geld. Im Wesentlichen wurden ihnen die Reste gewährt, die vom Tagesmenu übrig blieben, häufig nur einfache Wassersuppe. Als Gegenleistung dafür sangen sie dann bekannte Lieder. Sie wurden damals auch als Sopistas (von span./port.sopa: Suppe) bezeichnet, da sie dem Anschein nach nur von einfacher Suppe lebten.
Im 16. Jahrhundert besserte sich die materielle Versorgung der Studenten. Somit diente der Gesang weniger als Gegenleistung für Almosen, dafür vermehrt dazu, um die Gunst von jungen Damen zu werben. In den Archiven der katalanischen Universität Lleida (Spanien) ist ein Verbot vermerkt, in der Nacht Gesangsrunden zu drehen, unter Androhung, die Instrumente zu konfiszieren.
Unter der Regentschaft von Maria Christina wird Mitte des 19. Jahrhunderts die Vereinsbildung zugelassen, so dass sich die Tunas heutiger Prägung bildeten.

## Tunas in Spanien

### Traditionen und Bräuche
Die Tunas haben viele Traditionen beibehalten. Mit ihrer Kleidung, die sie für Auftritte anlegen, sind sie weithin zu erkennen. Auch Eigenschaften wie Geselligkeit, Spontanität und Abenteuerlust sind für die Tunos seit jeher kennzeichnend. Heutzutage sieht es so aus, dass man in den Kneipen fröhliche wie traurige Lieder vorspielt, um die Wünsche des Publikums zu befriedigen. Ein guter Tuno verdient sich somit schnell sein Trinkgeld.
Die Rondas sind die Kneipen- oder Haustouren, wo jeweils Auftritte der Tuna exklusiv für Frauen zu sehen sind. Diese Führungen durch die örtlichen Betriebe haben eine sehr lange Tradition in den spanischen Tunas. Früher traf man sich in einer Kneipe, trank sich genug Mut an, um später unter dem Fenster seiner Angebetete und in Begleitung einer Tuna der Geliebten eine schöne Ballade vorzusingen.
„Los Viajes“ sind die Reisen der Tuna. Tunos lieben es zu reisen und neue Städte kennenzulernen. Häufig werden Reisen in Verbindung mit Certámenes organisiert. In den ausgesuchten Plätzen kommt es oft zu Rondas, weil sich der Tuno sein Bett für die Nacht verdienen sollte. Meistens reagieren Zuschauer in fremden Städten sehr positiv auf die unbekannte Gruppe. Man kann sagen, dass Viajes einer der Höhepunkte des Tunalebens darstellen. Ein Tuno hat mindestens eine Reise zu machen und zwar die Lehrlingsreise.
„Certámenes“ ist das spanische Wort für Wettbewerbe. Die Certámenes für Tunas sind aber keine typischen Wettkämpfe. Im Vordergrund steht immer der Spaß an der Musik. Oft werden auch Preise wie „Fröhlichste Tuna“ oder „Bester Neuling“ vergeben. Diese mache aus den Wettbewerben eher ein schönes Musikwochenende mit viel mehr Trunk als Drang. Ein Certámen bietet außerdem die Möglichkeit gute Kontakte mit anderen Tunas zu knüpfen, um zum Beispiel neue Lieder kennenzulernen oder einfach Reisetipps auszutauschen.

### Kleidung der spanischen Tunas
Zur traditionellen Kleidung gehören die Mütze, der Jubón, die Beca, ein weißes Hemd, eine weite Hose, kniehohe Strümpfe und Schuhe:
- Der Jubón ist ein schwarzer Mantel. Sowohl der Kragen als auch die Ärmel sind sehr weit geschnitten. Diese Form des Mantels wird zum ersten Mal 1377 dokumentiert und wird seit dem 16. Jahrhundert allgemein getragen. Unter dem Jubón trägt man ein weißes Hemd.
- Die Beca ist ein farbiges Tuch, das von beiden Schultern nach vorne über die Brust geschlagen wird. Sie ist in den Farben der Universität und der Fakultät gehalten (geläufige Farben sind beispielsweise Gelb für Medizin, Blau für Naturwissenschaften und Rot für Jura) und zeigt ein entsprechendes Wappen. Die Beca zeigte ursprünglich an, das ein Student an einer Universität eingeschrieben war und von dieser unterstützt wurde (beca heißt auf Deutsch Stipendium). Die Beca wird einem Tuno verliehen, sobald die Mitglieder der Tuna ein neues Mitglied für würdig befinden, die Tuna zu vertreten. Als Ausnahme von der Regel trägt die Tuna des Colegio San Xerome aus Santiago de Compostela keine Beca (im Gegensatz zu den Colegios Fonseca und San Clemente in Santiago), sondern ein Compostela-Kreuz auf der Brust, weil die Studenten dieser Hochschule kein Stipendium erhielten.
- Die Hosen der Tunas sind weit geschnitten. Während im 16. und 17. Jahrhundert noch lange Hosen üblich waren, werden heute nur noch gekürzte Hosen getragen, die am unteren Ende eng zusammenlaufen.
- Traditionell wurden Strumpfhosen oder beinlange Strümpfe getragen, mittlerweile haben sich aber kniehohe Strümpfe durchgesetzt.
- Auf die Mütze werden Wappen der Städte oder Länder gestickt, die der Tuno besucht hat. Außerdem werden bunte Bänder angebracht, die der Tuno von Frauen als Zeichen der Zuneigung verliehen bekommt.

### Liste der spanischen Tunas
In Spanien existieren heute (Stand: 2024) die folgenden Tunas:
Costa Cálida – Ciudad de Murcia (Murcia) • Circuito de Tunas de Medicina de (España) • Certamen de Tunas Universidad Politécnica de (Madrid) • Certamen de Tunas (Palencia), I Universidad de España • Encuentro de Tunas (Mojacar) • Certamen de Tunas Tuna de Magisterio de (Murcia) • Certamen de Tunas Ciudad de (Daimiel) • Certamen de Tunas (Cazorla) Pueblo • Certamen de Tunas Andrés de Vandelvira (Úbeda) • Certamen de Tunas Ciudad de (Soria) • Certamen de Tunas (Haro), Capital del Rioja • Circuito de Tunas de Derecho de (España) • Circuito de Tunas de Económicas y Empresariales de (España) • Circuito de Tunas de Magisterio de (España) • Certamen Provincial de Tunas de (Málaga) • Certamen de Tunas Ciudad de (Jerez) • Certamen de Tunas Ciudad de (Plasencia) • Certamen de Tunas Ciudad de (Nerja) • Encuentro Internacional de Tunas Femeninas. (Astorga) • Certamen de Tunas "Ciudad de (Albacete)" • Certamen de Tunas Ciudad de (Villacarrillo) • Certamen de Tunas "Ciudad de (Santa Cruz de Tenerife)" • Certamen de Tunas "Ciudad de (Salamanca)" • Circuito de Tunas de Distrito de (España) • Certamen de Tunas Villa de (Lopera) • Circuito de Tunas de Ciencias y Tecnología • Certamen de Tunas "Ciudad de (Almería)" • Certamen Provincial de Tunas de (Murcia)

## Tunas in Portugal

### Traditionen und Bräuche
Die Tunas bewahren auch hier ihre Traditionen mit Eifer. So werden die äußerlichen Aspekte der studentischen Tradition in Portugal bestimmt durch drei Begriffe: die Praxe („Brauch“, speziell die Initiationsriten für Erstsemester), der Traje („Tracht“, im Wesentlichen „Capa e Batina“) und die Tuna. Dazu kommt die Semana Académica, besser bekannt als Queima das Fitas (dem Umzug und Volksfest zum Jahresabschluss mit dem rituellen „Verbrennen der Bänder“, die an der Capa die jeweilige Fakultätszugehörigkeit zeigen). Es existieren in Portugal auch zahlreiche rein weibliche Tunas.
Der Begriff „Estudante“ bezeichnet in Portugal nicht nur explizit Universitätsstudenten; die Schüler jeder Hochschule sind traditionelle „Estudantes“ (Fachhochschulen, technische Hochschulen etc.). Neben Umzügen zu entsprechenden Anlässen sind vor allem die Konzerte und Festivals der Tunas beliebt.
Die Tunas reisen gerne und viel, Reisen sind Teil des Wesens der Tunas. Bei aller Traditionsfestigkeit herrscht über allem ein allgemein lebhafter Austausch. Die Tunas sind fröhlicher Teil des studentischen Alltags in Portugal, bei dem auch die Allgemeinheit rege Anteil nimmt, insbesondere bei den Studentenfesten, der Queima das Fitas. Es gibt heute in Portugal etwa 300 Tunas (siehe „Lista de tunas em Portugal“, die Liste der Tunas in der portugiesischen Wikipedia).

### Kleidung der portugiesischen Tunas
Die traditionelle Kleidung wird bestimmt durch „Capa e Batina“, wörtlich „Umhang und Sutane“. Bedingt durch die kirchlichen Ursprünge des Bildungswesen, leiten sich die traditionellen Kleidungsstücke vom priesterlichen Talar her, der unter den stetigen bürgerlichen Einflüssen zur heutigen Form fand.
Im Wesentlichen besteht die studentische Kleidung aus einem weißen Hemd, einer schwarzen Krawatte, einer schwarzen Weste und einem schweren schwarzen Umhang, der bis zum Boden reicht und an dem verschiedene Aufnäher und Bänder von Fakultäten und Reisen angebracht werden können. Die Riten hierzu füllen Bücher. Zum Ende des Studiums werden diese Kleidungsstücke rituell zerrissen, heute oft nur symbolisch.
Unter den Capas tragen die Studenten alltägliche Hosen und Schuhe, die jedoch möglichst schlicht und dezent gehalten sein sollen.

### Liste der portugiesischen Tunas
In Portugal existieren heute (Stand: 2024) die folgenden Tunas:
Estudantino (Lisboa) • FITU Ciudade do (Porto) • TUIST (Lisboa) • Templário (Tomar) • El Açor (Ponta Delgada) • FarTuna (Faro) • FITUP (Oporto) • TÁGIDES (Lisboa) • Bagatunaço (Rio Maior) • A Fragata (Barreiro) • Marias (Lisboa) • Viriatunas (Viseu) • FITUFF (Figueira da Foz) • LIRA (Braga) • IMPERIVS (Coimbra) • TuNaPraia (Estoril) • Capas Ricas (Monte de Caparica) • ALCATRAZ (Povoa de Varzim) • FATuM (Setúbal) • Ribeirinha (Guarda) • LETHES (Viana do Castelo) • Ensaias • RealFesTA (Leiria) • Boticários (Coimbra) • Ilicitus (Oporto) • Feltunas (Felgueiras) • Serenatas ao Berço (Minho) • Vai Rapariga (Lisboa) • Válega (Válega) • Prometheus (Lisboa) • Letras Sentidas (Oporto) • FITUIN (Idanha-a-Nova) • CITADÃO (Viseu) • São Gregório (Lisboa) • Instância (Lisboa) • FITUIPS (Santarém) • FESTUBI (Covilhã) • CAPOTE (Bragança) • Ruralidades (Lisboa) • Tuna Misto (Lisboa) • BRACARA AVGVSTA (Braga) • Festa Ibérica (Vila Real) • TAGEANO (Santarém) • FITUMIS (Porto de Mós) • FITAM (Matosinhos) • Vintage (Póvoa de Varzim) • TOKUSKOPUS (Covilha) • FESTA (Madeira) • FESTUNA (Coimbra) • S. Vicente (Lisboa) • MTB (Oporto) • Terras de Cante (Beja) • FITUL (Lamego) • PortusCalle (Oporto) • Trovador (Coimbra) • Bocage (Setábul) • FITUCB (Castelo Branco) • Tunas D'Ouro (Vila Nova De Gaia) • FITISEP (Oporto) • Canto de Sereia (Coimbra) • Tunao (Minho) • Moura Encantada (Faro) • Litterae (Oporto) • Portus Alacer (Portalegre) • Expedição  (Lisboa) • Teotónius (Viseu) • Santa Ana (Mogadouro) • Cantar de Estudante (Coimbra) • FITUV (Viseu) • CELTA (Braga) • Scientiphicvs (Oporto) •  RAPAGÃO (Oliveira de Azeméis) • Por Terras do Sado (Setábul) • Luzias (Viana do Castelo) • Natalis Vivere Spinus (Espinho) • CITARA (Évora) • Oceanus (Angra do Heroísmo) • Noites de Baco (Caparica) • Conbibius (Oporto) • Ictunas (Oporto) • Oppidana (Guarda) • Real Academicvs (Vila Real) • ForTuna (Lisboa) • Lágrimas de Amores (Coimbra) • Tun'elaS (Oporto) • Musicatta (Oporto) • Noite Serenatas Femininas (Aveiro) • FETA (Oporto) • Badalo (Évora) • Collipo (Leiria) • Ciclone (Angra de Heroísmo) • Lusitana (lisboa) • FiTUALLE (Loulé) • Penagoyam (Santa Marta de Penaguião) • Oito Badaladas (Coimbra) • Princesas do Tua (Mirandela)

## Tunas in Lateinamerika
In Lateinamerika existieren heute (Stand: 2024) die folgenden Tunas:
- Feria de las Flores de San Ángel (México)
- CEITUMSA – La Paz (Bolivia)
- CUSCO – Cuzco (Perú)
- Sentimientos de la Nación – Chilpancingo (México)
- Aguascalientes (México)
- Intrauniversitario UANL FACPYA (México)

## Tunas in anderen Ländern
In den Niederlanden existiert heute (Stand: 2024) die folgende Tuna:
- La Tuniña (Eindhoven)